# FIFA 18
『FIFA 18』は、EAスポーツが開発し、エレクトロニック・アーツより発売されたサッカーゲーム。PlayStation 3、PlayStation 4、Xbox 360、Xbox One、Microsoft Windows、Nintendo Switchの6種類のハードで発売された。
2018年5月29日に、同年のワールドカップをプレイすることのできる無料アップデートが公開された。

## ゲームモード

### キャリアモード
選手キャリアモードと監督キャリアモードの二種類がある。選手キャリアモードでは、実在する選手を使用するか、新しい選手を作り、使用する。そして、収録されているクラブの中から1つ選び、入団する。活躍をすれば、代表チームに召集されることもある(収録されているチームに限る)。また、引退した後、監督になり、監督キャリアモードを始めることもできる。監督キャリアでは、選手キャリアと同じように、クラブを選び、その監督になることができる。今作より、移籍交渉がリアルに表現されるようになった。また、代表監督に就任することも可能である。

### FUT(FIFA18 ULTIMATE TEAM)
FUTでは、自分のクラブを作り、選手を集める。選手はゴールド、シルバー、ブロンズがある。ゴールドが一番強く、たかい。試合をすると、コインがたまり、そのコインでパックを購入するか、選手を買うことでチームを強化できる。シーズンが進むと、様々な種類の選手が登場する。とう毎週登場するのは、TOTW(週間最優秀チーム)である。また、シーズンが終わると、TOTS(年間最優秀チーム)が登場する。

## 収録リーグ
- イングランド
  - プレミアリーグ
  - EFLチャンピオンシップ
  - EFLリーグ1
  - EFLリーグ2
- フランス
  - リーグ・アン
  - リーグ・ドゥ
- ドイツ
  - ブンデスリーガ
  - ツヴァイテリーガ
  - 3.リーガ
- イタリア
  - セリエA（ユヴェントスとローマは偽名収録。選手は実名収録）
- スペイン
  - ラ・リーガ サンタンデール
  - ラ・リーガ スマートバンク
- オーストリア
  - オーストリア・ブンデスリーガ
- ベルギー
  - ジュピラー・プロ・リーグ
- デンマーク
  - 3F スーペルリーガ
- ノルウェー
  - エリテセリエン
- ポーランド
  - PKO エクストラクラサ
- ポルトガル
  - Liga NOS
- アイルランド
  - SSE エアトリシティ リーグ
- ロシア
- ロシア・プレミアリーグ
- スコットランド
  - スコティッシュ・プレミアシップ
- スウェーデン
  - アルスヴェンスカン
- スイス
  - ライファイゼン・スーパーリーグ
- トルコ
  - スュペル・リグ
- 日本
  - J1リーグ
- 韓国
  - Kリーグ1
- 中国
  - 中国サッカー・スーパーリーグ
- オーストラリア
  - Aリーグ
- サウジアラビア
  - サウジ・プロフェッショナルリーグ
- ブラジル
  - カンピオナート・ブラジレイロ・セリエA（ブラジルリーグ名称で全選手が偽名）
- アルゼンチン
  - アルゼンチン・プリメーラ・ディビシオン（ボカ・ジュニアーズが偽名で収録）
- チリ
  - チリ・プリメーラ・ディビシオン
- コロンビア
  - カテゴリア・プリメーラA
- その他
- ギリシャ・スーパーリーグから4クラブ、シャフタール・ドネツクほか7クラブ
- ほか
- 男子A代表が50チーム、女子A代表が15チーム

## 新規ライセンス
- 3.リーガ(ドイツ3部)[4]
- スパルタ・プラハ
- 2018 FIFAワールドカップ